# San Marino en los Juegos Olímpicos de Albertville 1992
San Marino estuvo representado en los Juegos Olímpicos de Albertville 1992 por tres deportistas masculinos que compitieron en dos deportes.
El portador de la bandera en la ceremonia de apertura fue el esquiador de fondo Andrea Sammaritani. El equipo olímpico sanmarinense no obtuvo ninguna medalla en estos Juegos.